# تونی شارپ
تونی شارپ (انگلیسی: Tony Sharpe؛ زادهٔ ۲۸ ژوئن ۱۹۶۱) ورزشکار دو و میدانی اهل کانادا است.